# Homem de Ferro (filme)
Iron Man (bra/prt: Homem de Ferro) é um filme estadunidense de super-herói de 2008, baseado no personagem homônimo da Marvel Comics. Produzido pelo Marvel Studios e distribuído pela Paramount Pictures, é o primeiro filme do Universo Cinematográfico Marvel. O filme foi dirigido por Jon Favreau, com um roteiro escrito por Mark Fergus & Hawk Ostby e Art Marcum & Matt Holloway. É estrelado por Robert Downey Jr., Terrence Howard, Jeff Bridges, Shaun Toub e Gwyneth Paltrow. No filme, Tony Stark, um industrialista e mestre em engenharia, constrói uma armadura superpoderosa e se torna um super-herói tecnologicamente avançado, o Homem de Ferro.
Em diversos momentos desde 1990, diferentes filmes sobre o personagem estiveram em desenvolvimento por estúdios como Universal Studios, 20th Century Fox e New Line Cinema.  Após readquirir os direitos do personagem em 2005, a Marvel Studios colocou o projeto em produção como seu primeiro filme independente, com a Paramount Pictures como sua distribuidora. Favreau assinou como diretor, visando uma sensação naturalista, e escolheu filmar o filme principalmente na Califórnia. As filmagens ocorreram entre março e junho de 2007. Durante as filmagens, os atores estavam livres para improvisarem seus próprios diálogos porque o processo de pré-produção foi focado na história e na ação. Versões da armadura em borracha e metal, criadas pela empresa de Stan Winston, foram usadas junto com imagens geradas por computador para criar o personagem-título.
Iron Man estreou em Sydney em 14 de abril de 2008, e foi lançado nos Estados Unidos em 2 de maio de 2008. O filme foi um sucesso comercial e de crítica, arrecadando mais de 585 milhões de dólares e recebendo aclamação da crítica. O desempenho de Downey como Tony Stark foi particularmente elogiado. O American Film Institute selecionou o filme como um dos dez melhores do ano. Também foi nomeado para dois Óscar de melhor edição de som e os melhores efeitos visuais. Duas sequências, Iron Man 2 e Iron Man 3, foram lançadas em 7 de maio de 2010 e 3 de maio de 2013, respectivamente.

## Enredo
No Afeganistão, o genial bilionário Tony Stark, proprietário da mega corporação bélica Indústrias Stark, está com seu amigo, o tenente-coronel da Força Aérea James Rhodes, para demonstrar o novo míssil "Jericó". Após a demonstração, o comboio militar é emboscado e Stark é gravemente ferido por uma de suas próprias granadas lançadas por foguete. Ele é capturado e preso num complexo de cavernas no deserto por um grupo terrorista, os Dez Anéis, e um eletroímã é embutido em seu peito por seu companheiro refém Yinsen para manter os fragmentos da granada longe de seu coração. O líder do Dez Anéis, Raza, oferece a Stark liberdade em troca de construir um míssil Jericó para o grupo, mas Tony e Yinsen concordam que Raza não vai manter sua palavra.
Stark e Yinsen silenciosamente constroem um poderoso gerador elétrico chamado "Reator Arc" para dar energia ao eletroímã de Stark e a um poderoso traje de armadura para ajudar em sua fuga. Dias depois, desconfiando cada vez mais de ambos pela demora na construção, Raza e os terroristas ameaçam Stark e Yinsen, e lhes dão até o dia seguinte para entregar o míssil pronto. Embora mantenham o traje escondido quase até a conclusão, os Dez Anéis descobrem as intenções de seus reféns e atacam a oficina. Yinsen se sacrifica para distraí-los enquanto a armadura é concluída. O blindado Stark luta para sair da caverna e encontra Yinsen morrendo, então com raiva queima as armas dos Dez Anéis e voa para longe, caindo no deserto e destruindo o traje. Após ser resgatado por Rhodes, Stark volta para casa e anuncia que sua empresa não fabricará mais armas. Obadiah Stane, antigo sócio de seu pai Howard e gerente da empresa, aconselha Stark que isso pode arruinar as Indústrias Stark e o legado de seu pai. Na oficina de sua mansão em Malibu, Stark constrói uma versão mais elegante e mais poderosa de seu traje de armadura improvisado, assim como um "reator arc" mais poderoso para o seu peito. A assistente pessoal de Stark, Verônica "Pepper" Potts, coloca o reator original dentro de uma pequena vitrine de vidro. Embora Stane solicite detalhes sobre o que está trabalhando, Stark mantém seu trabalho para si mesmo.
Em um evento de caridade realizado pela Indústrias Stark, a repórter Christine Everhart informa a Stark que as armas de sua empresa, incluindo mísseis Jericó, foram recentemente entregues aos Dez Anéis e estão sendo usadas para atacar a aldeia natal de Yinsen, Gulmira. Stark também descobre que Stane está tentando substituí-lo como chefe da empresa. Enfurecido por essas revelações, Stark coloca sua nova armadura e voa para o Afeganistão, onde salva os aldeões e destrói as armas. Ao voar para casa, Stark é baleado por dois caças F-22 Raptor. Ele revela sua identidade secreta a Rhodes por telefone em uma tentativa de acabar com o ataque. Enquanto isso, os Dez Anéis reúnem as peças do traje protótipo de Stark e se encontram com Stane, que subjuga Raza e mata os terroristas. Stane ordena a construção de um traje muito maior, feito de engenharia reversa projetado dos destroços. Procurando encontrar outras armas entregues aos Dez Anéis, Stark envia Pepper para invadir o sistema de computador da empresa do escritório de Stane. Ela descobre que Stane tem financiado os terroristas e contratou os Dez Anéis para matar Stark, mas o grupo renegou. Potts se reúne com o agente Phil Coulson da S.H.I.E.L.D., uma agência de combate ao terrorismo, para informá-lo das atividades de Stane.
Os cientistas de Stane não conseguem duplicar o "reator arc" de Stark, então Stane embosca Stark em sua casa e pega-o de seu peito. Stark consegue chegar ao seu reator original para substituir o tomado. Potts e vários agentes da S.H.I.E.L.D. tentam prender Stane, mas ele veste seu traje e os ataca. Stark luta com Stane, mas é dominado sem seu novo reator para executar seu traje em plena capacidade. A luta leva Stark e Stane para o topo do edifício das Indústrias Stark, e Stark instrui Potts para sobrecarregar o grande "reator arc" para liberar uma enorme descarga de energia no edifício. Isso solta uma grande onda elétrica que faz com que Stane e sua armadura caiam no explosivo reator, matando-o. No dia seguinte, numa conferência de imprensa, Stark rejeita sugestões da S.H.I.E.L.D. e, em vez de dizer ser um guarda-costas, admite publicamente ser o super-herói que a imprensa chamou de "Homem de Ferro".
Em uma cena pós-créditos, o diretor da S.H.I.E.L.D. Nick Fury visita a casa de Stark, dizendo-lhe que o Homem de Ferro não é "o único super-herói do mundo", e explicando que ele quer discutir a "Iniciativa Vingadores".

## Elenco e personagens

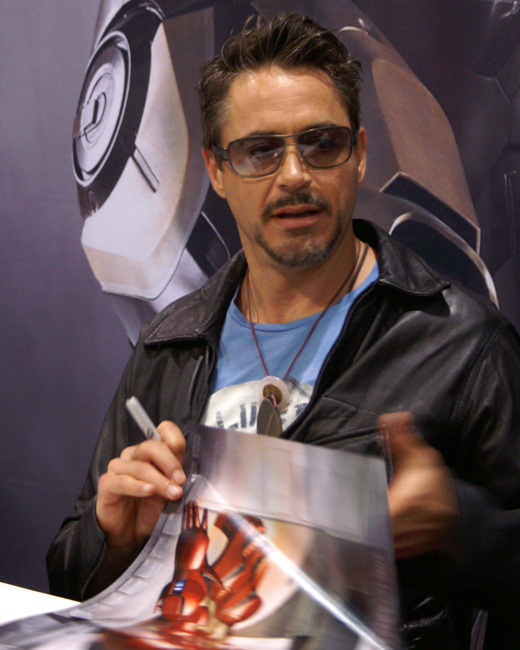
Downey promovendo o filme na San Diego Comic-Con de 2007

- Robert Downey Jr. como Tony Stark / Homem de Ferro: Um industrialista "gênio, bilionário, playboy, filântropo", ele é diretor executivo das Indústrias Stark e um fabricante de armas para os militares dos Estados Unidos. O diretor Jon Favreau disse que o passado de Downey fez dele uma escolha apropriada para o papel[9] e que o ator poderia fazer de Stark um "idiota simpático", mas também retratar uma jornada emocional autêntica, uma vez que ele ganhou o público.[10] Favreau também foi atraído por Downey pela sua atuação em Kiss Kiss Bang Bang, com Downey frequentemente conversando com o diretor do filme, Shane Black, sobre o roteiro e os diálogos em Homem de Ferro.[11] Downey tinha um escritório ao lado de Favreau, durante a pré-produção, o que lhe permitiu um maior envolvimento no processo de criação do roteiro,[12] especialmente adicionando humor ao filme.[13] Ele trouxe um profundo senso de humor ao filme que não estava presente nas versões anteriores do roteiro.[14] Para se preparar, Downey passou cinco dias por semana com treino de musculação e praticou artes marciais para entrar em forma,[9] que ele disse que o beneficiou porque "é difícil não ter um colapso da personalidade [...] depois de várias horas nesse processo. Estou chamando todos os momentos terapêuticos que eu consigo imaginar de apenas passar o dia."[15]

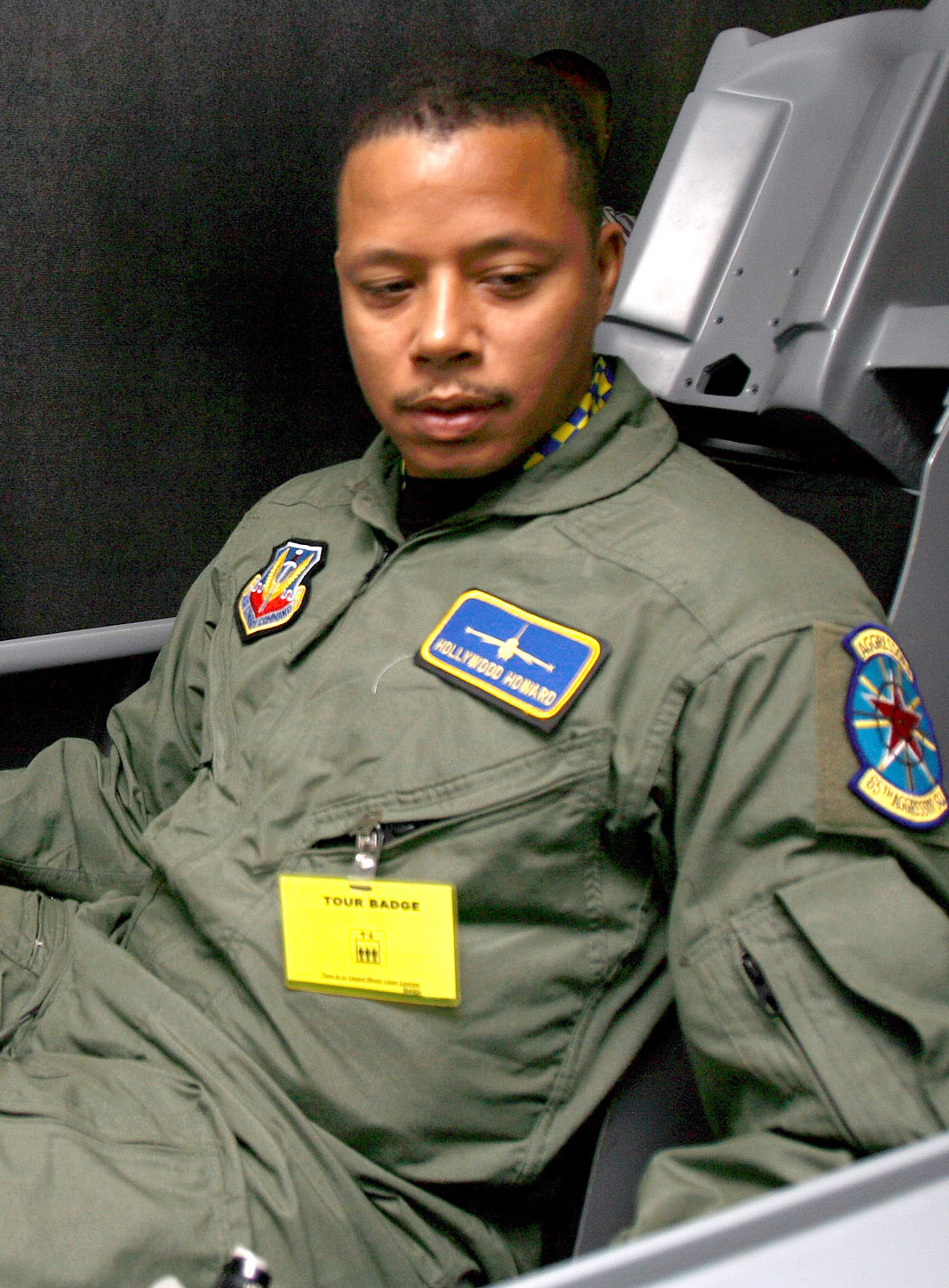
Howard em um simulador do caça a jato F-16 Fighting Falcon em preparação para seu papel

- Terrence Howard como James Rhodes: Um amigo de Stark, e a ligação entre as Indústrias Stark e a Força Aérea dos Estados Unidos no departamento de aquisições, especificamente o desenvolvimento de armas. Favreau escalou Howard porque sentiu que ele poderia interpretar o Máquina de Combate em uma sequência.[16] Howard se preparou para o papel visitando a Base Aérea de Nellis em 16 de março de 2007, onde ele observou os helicópteros de resgate HH-60 Pave Falcão e F-22 Raptors.[17] Nos quadrinhos, apesar de Rhodes se tornar menos íntegro após conhecer Stark, seu passado como militar e caráter disciplinado criam uma tensão dinâmica com Stark. Rhodes não tem certeza se as ações de Stark são aceitáveis ou não. "Rhodes repudia completamente a maneira como Tony viveu sua vida, mas em certo ponto ele percebe que talvez exista uma maneira diferente", disse Howard. "Qual vida é o caminho certo: a vida militar estrita ou a vida de um independente?"[15] Howard e seu pai são fãs do Homem de Ferro, em parte porque Rhodes era um dos poucos super-heróis negros quando Howard era criança.[18] Howard era fã de Downey desde que ele o viu em Weird Science, e eles competiam fisicamente no set.[19]
- Jeff Bridges como Obadiah Stane / Monge de Ferro: O segundo no comando das Indústrias Stark, eventualmente construindo uma grande armadura para lutar contra Stark e tomar conta da empresa. Bridges lia os quadrinhos quando garoto e gostou da abordagem moderna de Favreau. Ele raspou a cabeça, algo que queria fazer por algum tempo, e deixou a barba crescer para o papel. Bridges pesquisou sobre o Livro de Obadias e ficou surpreso ao saber que a retribuição é um tema importante nesse livro da Bíblia, algo que Stane representa.[20] Muitas das cenas de Stane foram cortadas para focar mais em Stark, mas os roteiristas sentiram que a performance de Bridges permitiu a aplicação de "menos é mais".[21]
- Shaun Toub como Ho Yinsen: O companheiro de cativeiro de Stark, que enxerta um eletroímã no peito de Stark "para impedir os estilhaços que o feriram de alcançar seu coração e matá-lo", e quem ajuda Stark a construir o primeiro traje do Homem de Ferro.[22][23]
- Gwyneth Paltrow como Pepper Potts: A assistente pessoal de Stark e interesse amoroso. Paltrow pediu a Marvel que lhe enviasse todos os quadrinhos que considerassem relevantes para a compreensão da personagem, que ela considerava ser muito inteligente, equilibrada e fundamentada. Paltrow disse que gostou "do fato de que há uma sexualidade que não é flagrante". Favreau queria que o relacionamento de Potts e Stark lembrasse uma comédia dos anos 1940, algo que Paltrow considerou divertido de uma maneira "inocente, porém sexy."[24]

Além disso, Faran Tahir aparece como Raza, o líder dos Dez Anéis; Paul Bettany faz a voz de J.A.R.V.I.S., inteligência artificial pessoal de Stark; Leslie Bibb interpreta Christine Everhart, repórter da Vanity Fair, e Clark Gregg aparece como Phil Coulson, um agente da S.H.I.E.L.D.. O diretor Jon Favreau interpreta Happy Hogan, guarda-costas e motorista de Stark, e Samuel L. Jackson faz uma aparição cameo como Nick Fury, diretor da S.H.I.E.L.D., em uma cena pós-créditos. O rosto de Jackson foi usado anteriormente como modelo para a versão Ultimate Marvel de Nick Fury. Will Lyman fornece a narração durante a cerimônia de premiação de abertura. Outros cameos no filme incluem Stan Lee como ele mesmo, sendo confundido com Hugh Hefner por Stark em uma festa; Tom Morello, que forneceu música de guitarra para o filme, como um guarda terrorista; e Jim Cramer como ele próprio. Ghostface Killah teve um cameo em uma cena onde Stark realiza uma festa em Dubai, mas a cena foi cortada da versão final.

## Produção

### Desenvolvimento
Em abril de 1990, a Universal Studios comprou os direitos de desenvolver Homem de Ferro para a tela grande, com Stuart Gordon para dirigir um filme de baixo orçamento baseado no personagem. Em fevereiro de 1996, a 20th Century Fox havia adquirido os direitos da Universal. Em janeiro de 1997, Nicolas Cage manifestou interesse em interpretar o personagem, enquanto em setembro de 1998, Tom Cruise expressou interesse em produzir e estrelar um filme do Homem de Ferro. Jeff Vintar e o co-criador do Homem de Ferro, Stan Lee, co-escreveram uma história para a Fox, que Vintar adaptou para um roteiro. Ele incluiu uma nova origem de ficção científica para o personagem, e apresentou MODOK como o vilão. Tom Rothman, presidente de produção da Fox, creditou o roteiro de finalmente fazê-lo entender o personagem. Em maio de 1999, Jeffrey Caine foi contratado para reescrever o roteiro de Vintar e Lee. Em outubro, Quentin Tarantino foi abordado para escrever e dirigir o filme. Fox vendeu os direitos para a New Line Cinema no decorrer de dezembro, argumentando que, embora o roteiro de Vintar e Lee fosse forte, o estúdio tinha muitos super-heróis da Marvel em desenvolvimento e "não podemos fazer todos".
Em julho de 2000, o filme foi escrito para a New Line por Ted Elliott, Terry Rossio e Tim McCanlies. O roteiro de McCanlies usou a ideia de um cameo de Nick Fury para montar seu próprio filme. Em junho de 2001, a New Line entrou em conversações com Joss Whedon, um fã do personagem, para dirigir, e em dezembro de 2002, McCanlies havia entregue um roteiro completo. Em dezembro de 2004, o estúdio ligou o diretor Nick Cassavetes ao projeto para um lançamento em 2006. Os rascunhos do roteiro foram escritos por Alfred Gough, Miles Millar e David Hayter, e enfrentava o Homem de Ferro contra seu pai Howard Stark, que se torna o Máquina de Combate. Comentando sobre seu rascunho, Gough disse: "Trabalhamos com os pesquisadores de Michael Crichton para encontrar uma maneira realista de lidar com o traje. A idéia era que ele precisasse do traje para permanecer vivo." Depois de dois anos de desenvolvimento malsucedido, e o acordo com Cassavetes caindo, New Line Cinema devolveu os direitos cinematográficos para a Marvel.
Em novembro de 2005, a Marvel Studios resolveu começar o desenvolvimento a partir do zero, e anunciou Homem de Ferro como seu primeiro filme independente. De acordo com o produtor associado Jeremy Latcham, "fomos atrás de cerca de 30 roteiristas e todos passaram", dizendo que eles estavam desinteressados no projeto, devido à relativa obscuridade do personagem e sendo uma produção exclusivamente da Marvel. Mesmo as reescritas quando o filme tinha um roteiro levou a muitas recusas. Para despertar a consciência do Homem de Ferro do público em geral e colocá-lo no mesmo nível de popularidade que Homem-Aranha ou Hulk, a Marvel conduziu grupos focais para ajudar a remover a percepção geral de que o personagem era um robô. Depois que os grupos tiveram sucesso, a informação que a Marvel recebeu ajudou a formular um plano de conscientização, que incluiu a liberação de três curtas-metragens de animação antes do lançamento do filme. Os curtas foram chamados de "Iron Man Advertorials", e foram produzidos por Tim Miller e Blur Studio.

### Pré-produção
Jon Favreau foi contratado para dirigir o filme em abril de 2006. Ele queria trabalhar novamente com o produtor da Marvel, Avi Arad, depois que ambos trabalharam em Demolidor, onde Favreau fez parte do elenco. O diretor encontrou a oportunidade de criar um "filme de espionagem" politicamente ambicioso em Homem de Ferro, citando influências de Tom Clancy, James Bond e RoboCop, e comparou sua abordagem a um filme independente. Favreau queria fazer de Homem de Ferro uma história de um homem adulto literalmente se reinventando depois de descobrir que o mundo é muito mais complexo do que ele originalmente acreditava. Ele mudou a origem do personagem da Guerra do Vietnã para o Afeganistão para ter uma abordagem contemporânea. Art Marcum & Matt Holloway foram contratados para escreverem o roteiro, enquanto Mark Fergus & Hawk Ostby escreveram outra versão, com Favreau compilando os roteiros das duas equipes, e John August depois "polindo" uma versão combinada. Os escritores de quadrinhos Mark Millar, Brian Michael Bendis, Joe Quesada, Tom Brevoort, Axel Alonso e Ralph Macchio também foram convocados por Favreau para darem conselhos sobre o roteiro.
Favreau planejava escolher um ator desconhecido no papel principal, como "esses filmes não exigem uma estrela cara; Homem de Ferro é a estrela, o super-herói é a estrela. O sucesso de X-Men e Homem-Aranha sem ser peças dirigidas por estrelas assegura aos executivos que o filme tenha uma vantagem comercial." No entanto, em setembro de 2006, Robert Downey Jr. foi escalado no papel. Favreau escolheu Downey, um fã dos quadrinhos do personagem, porque sentiu que o passado do ator fez-lhe uma escolha apropriada, explicando que "os melhores e mais maus momentos da vida de Robert estiveram no olho público. O equilíbrio interno para superar os obstáculos que foram muito além de sua carreira. Esse é Tony Stark." Favreau enfrentou a oposição da Marvel em escolher Downey, mas não aceitaria não como resposta, dizendo: "Era meu trabalho como diretor para mostrar que era a melhor escolha criativamente ... todos sabiam que ele era talentoso [e] certamente estudando o papel do Homem de Ferro e desenvolvendo esse roteiro eu percebi que o personagem parecia se alinhar com Robert em todos os caminhos bons e maus." Enquanto se preparavam para as filmagens, Favreau e Downey receberam um passeio pelo SpaceX por Elon Musk.
A escalação de elenco adicional do filme ocorreu nos próximos meses: Terrence Howard foi anunciado no papel do melhor amigo de Stark, James Rhodes, em outubro de 2006; Gwyneth Paltrow foi anunciada como o interesse amoroso de Stark, Pepper Potts, em janeiro de 2007; e Jeff Bridges foi anunciado em um papel não revelado em fevereiro. Escolher um personagem para ser o vilão do filme foi difícil, já que Favreau sentiu que o arqui-inimigo do Homem de Ferro, o Mandarim, não se sentiria realista, especialmente depois que Mark Millar deu sua opinião sobre o roteiro. Ele sentiu que apenas em uma sequência, com um tom alterado, que a fantasia dos anéis do Mandarim seria apropriada. A decisão de empurrá-lo para segundo plano é comparável a Sauron em O Senhor dos Anéis, ou Palpatine em Star Wars. Favreau também queria que Homem de Ferro enfrentasse um inimigo gigante. A mudança do Mandarim para Obadiah Stane foi feita depois que Bridges foi escalado nesse papel, com Stane originalmente planejado para se tornar um vilão na sequência. O Dínamo Vermelho também foi um vilão nos primeiros rascunhos do roteiro. Favreau sentiu que era importante incluir referências internas intencionais para fãs dos quadrinhos, como dar aos dois aviões que atacam Home de Ferro os sinais de chamada de "Whiplash 1" e "Whiplash 2", uma referência ao vilão dos quadrinhos Chicote Negro, e incluindo o escudo do Capitão América na oficina de Stark.

Uma maquete do traje do "Monge de Ferro"

Favreau queria que o filme fosse crível mostrando a construção do traje do Homem de Ferro em seus três estágios. Stan Winston, fã dos quadrinhos, e sua empresa, com quem Favreau trabalhou em Zathura: A Space Adventure, construiu versões metálicas e de borracha das armaduras. O design da Mark I foi concebido para parecer que foi construído a partir de peças sobressalentes. A parte de trás é menos blindada do que a frente, porque Stark usaria seus recursos para um ataque direto. Ele também prefigura o design da armadura de Stane. Uma versão única de 90 libras (41 kg) foi construída, causando preocupação quando um dublê caiu dentro dela, embora tanto o dublê quanto o traje estavam ilesos. A armadura também foi projetada para ter apenas sua metade superior desgastada às vezes. Stan Winston Studios construiu uma versão animatrônica de 10 pés (3,0 m), 800 libras (360 kg) do "Monge de Ferro" (Obadiah Stane), um nome que Obadiah Stane chama Tony Stark e ele mesmo no filme como referência, mas nunca foi usado para o traje em si no filme. O animatrônico exigiu cinco operadores para o braço, e foi construído em um gimbal para simular a caminhada. Uma maquete foi usada para as cenas dele sendo construído. O Mark II se assemelha a um protótipo de avião, com abas visíveis. O artista de quadrinhos do Homem de Ferro, Adi Granov, desenhou o Mark III com o ilustrador Phil Saunders. Os designs de Granov foram a principal inspiração para o filme, e ele entrou no filme depois de reconhecer seu trabalho na página do MySpace de Jon Favreau. Saunders simplificou a arte conceitual de Granov, tornando-a mais furtiva e menos cartunesca em suas proporções, e também projetou a armadura do Máquina de Combate, mas foi "cortada do roteiro no meio da pré-produção." Ele explicou que a armadura do Máquina de Combate "seria chamada de armadura Mark IV e teria tido peças de troca de armas que seriam usadas sobre a armadura original de Mark III", e que "teria sido usada por Tony Stark na sequência de batalha final."

### Filmagens
A produção foi sediada nas antigos estúdios da Hughes Company em Playa Vista, Los Angeles, Califórnia. Howard Hughes foi uma das inspirações para as histórias em quadrinhos e os cineastas reconheceram a coincidência de que eles filmaria o Homem de Ferro criando a voadora Mark III, onde o Hughes H-4 Hercules foi construído. Favreau rejeitou o cenário da Costa Leste dos quadrinhos porque muitos filmes de super-heróis já haviam sido colocados lá.
As filmagens começaram em 12 de março de 2007, com as primeiras semanas dedicadas ao cativeiro de Stark no Afeganistão. A caverna onde Stark fica preso era um set de 150 a 200 jardas (140–180 m) de comprimento. O designer de produção, J. Michael Riva, viu filmagens de um lutador do Talibã no Afeganistão e viu a respiração fria enquanto falava: percebendo que as cavernas remotas são realmente muito frias, Riva colocou um sistema de ar condicionado no set. Ele também procurou o conselho de Downey sobre objetos improvisados na prisão, como uma meia usada para fazer chá. Depois, a captura de Stark foi filmada no Lone Pine, e outras cenas exteriores no Afeganistão foram filmadas nas Dunas de Areia de Olancha, onde a equipe suportou dois dias de ventos de 40 a 60 milhas por hora (64–97 km / h). Filmagens na Base Aérea de Edwards começaram em meados de abril, e terminaram em 2 de maio. As filmagens exteriores da casa de Stark foram adicionadas digitalmente a imagens de Point Dume em Malibu, enquanto o interior foi construído em Playa Vista, onde Favreau e Riva pretendiam que a casa de Stark se tornasse menos futurista. As filmagens terminaram em 25 de junho de 2007, no Caesars Palace, em Las Vegas, Nevada. Favreau, um novato em filmes de ação, ficou surpreso em ter sido contratado paras dirigir o filme.
Houve muita improvisação em cenas de diálogo, porque o roteiro não estava completo quando as filmagens começaram (os cineastas se concentraram na história fazendo sentido e planejando a ação). Favreau sentiu que a improvisação tornaria o filme mais natural. Algumas cenas foram filmadas com duas câmeras para capturar linhas ditas no local. Foram feitas várias tomadas, já que Downey queria experimentar algo novo a cada vez. Foi ideia de Downey ter Stark realizando uma coletiva de imprensa no chão, E ele criou o discurso que Stark fez ao apresentar a arma Jericó. Bridges descreveu essa abordagem como "um filme de estudante de 200 milhões de dólares" e notou que isso causou estresse para os executivos da Marvel quando os atores estavam tentando dialogar no dia das gravações de cenas. Ele também observou que, em alguns casos, ele e Downey trocavam seus personagens para ensaio para ver como suas próprias linhas soavam. A aparição de Nick Fury foi filmada com uma equipe de esqueletos para manter seu segredo, mas rumores apareceram na Internet apenas alguns dias depois. O presidente da Marvel Studios, Kevin Feige, posteriormente retirou a cena de todas as impressões de pré-exibições para manter a surpresa e manter os fãs adivinhando.

### Pós-produção
A principal preocupação de Favreau com os efeitos do filme foi se a transição entre os figurinos gerados por computador e práticos fosse muito óbvia. Ele contratou a Industrial Light & Magic (ILM) para criar a maior parte dos efeitos visuais do filme depois de assistir Transformers. As empresas Orphanage e Embassy  fizeram trabalhos adicionais, com o última criando uma versão digital da armadura Mark I. Para ajudar a animar os trajes mais refinados, a formação foi às vezes capturada ao ter Downey usando apenas o capacete, as luvas e o tórax da armadura sobre um traje de captura de movimento, e paraquedistas foram filmados em um túnel de vento vertical para estudar a física do voo. Para a cena do voo da Mark III, foi animado para parecer realista, decolando devagar e aterrisando rapidamente. Para gerar filmagens do Homem de Ferro e os F-22 Raptors lutando, as câmeras foram transportadas no ar para fornecer referência para física, vento e geada nas lentes.

## Trilha sonora
O compositor Ramin Djawadi era fã do personagem Homem de Ferro quando criança, dizendo que sempre gostou de super-heróis "que na verdade não têm superpoderes". Depois que o colaborador anterior de Favreau, John Debney, não estava disponível para compor o filme, o próprio Djawadi procurou a função. Favreau teve uma visão clara de música de heavy metal e guitarras para o projeto, dizendo que Tony Stark era mais uma estrela de rock do que um super-herói tradicional. Djawadi posteriormente compôs a maior parte da trilha do filme na guitarra, antes de organizá-la para a orquestra. Djawadi teve ajuda com arranjos e sugestões adicionais de Hans Zimmer e Remote Control Productions, e o guitarrista da Rage Against the Machine, Tom Morello, que faz uma aparição cameo no filme, contribuiu com performances de guitarra para a trilha. O filme também apresenta um arranjo de estilo big band da música tema do Homem de Ferro do desenhos animado de 1966, The Marvel Super Heroes, dos frequentes colaboradores de Favreau, John O'Brien e Rick Boston. Uma trilha sonora com a partitura de Djawadi foi lançada pela Lions Gate Records em 29 de abril de 2008.

## Marketing

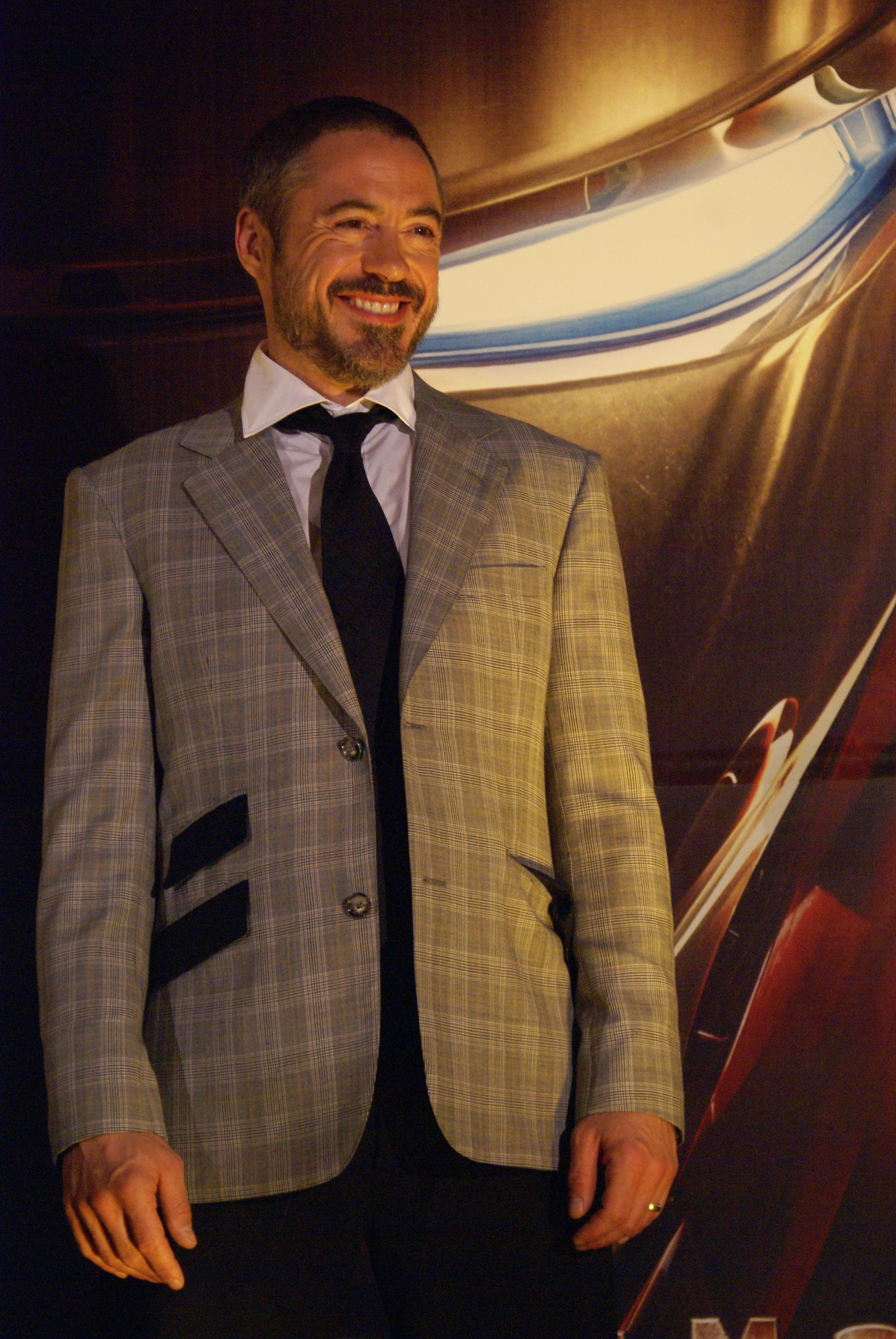
Downey em um evento promocional para o filme na Cidade do México

Marvel e Paramount modelaram a campanha de marketing de Homem de Ferro baseada na de Transformers. Em maio de 2008, a Sega lançou um jogo eletrônico baseado no filme em várias plataformas de jogos. Downey, Howard e Taub reprisam seus papéis do filme. Um comercial de 30 segundos do filme foi exibido durante uma pausa no Super Bowl XLII. 6,400 lojas da 7-Eleven nos Estados Unidos ajudaram a promover o filme, e o LG Group também fez um acordo com a Paramount. Hasbro criou figuras de armaduras do filme, assim como Titanium Man (que aparece no jogo do filme) e a armadura da história em quadrinhos Hulk contra o Mundo.
Em todo o mundo, Burger King e Audi promoveram o filme. Jon Favreau dirigiu um comercial para a corrente de fast food, como Michael Bay fez para Transformers. No filme, Tony Stark dirige um Audi R8, e também come um "cheeseburger americano" do Burger King após seu resgate do Afeganistão, como parte do acordo de colocação de produtos do estúdio com as respectivas empresas. Três outros veículos, o Audi S6 sedã, Audi S5 cupê esportivo e o Audi Q7 SUV, também aparecem no filme. A Audi criou um site de vinculação, como a General Motors fez para Transformers. A Oracle Corporation também promoveu o filme em seu site. Diversos quadrinhos relacionados foram lançados para o filme.

## Lançamento

### Teatral
A estreia foi realizada no cinema Greater Union na George Street, Sydney, em 14 de abril de 2008. O filme foi lançado nos Estados Unidos em 2 de maio de 2008, enquanto o lançamento internacional foi empurrado para 30 de abril de 2008. No Brasil, o filme foi lançado em 30 de abril de 2008, e em Portugal, em 1 de maio de 2008. O filme foi reformatado e exibido em formato IMAX pela primeira vez em 30 de agosto de 2018, durante o festival de comemoração de dez anos da Marvel Studios.

### Mídia doméstica
O filme foi lançado em DVD e Blu-ray Disc em 30 de setembro de 2008, na América do Norte, e 27 de outubro de 2008 na Europa. As vendas de DVD foram muito bem sucedidas, vendendo mais de 4 milhões de cópias na primeira semana e gerando mais de 93 milhões de dólares. No total, nove milhões de cópias foram vendidas arrecadando mais de 160 milhões de dólares (não incluindo Blu-ray). Para os lançamentos em mídia doméstica, a imagem que aparece no jornal que Stark lê antes de anunciar que ele é o Homem de Ferro teve que ser alterada pois seu autor, o fotógrafo amador Ronnie Adams, entrou com um processo contra a Paramount e a Marvel por usar a foto sem permissão. Um lançamento exclusivo da Walmart incluiu uma prévia de Iron Man: Armored Adventures.
O filme também fez parte de um box set de 10 discos intitulado "Marvel Cinematic Universe: Phase One - Avengers Assemble", que inclui todos os filmes da Fase Um no Universo Cinematográfico Marvel. Este box set foi lançado pela Walt Disney Studios Home Entertainment em 2 de abril de 2013.

## Recepção

### Bilheteria
Homem de Ferro ganhou 318,4 milhões de dólares na América do Norte e 266,8 milhões de dólares em outros territórios, com um total bruto de 585,2 milhões de dólares.

#### América do Norte
Em seu fim de semana de estreia, Homem de Ferro arrecadou 98.618.668 dólares em 4.105 cinemas nos Estados Unidos e no Canadá, ocupando o primeiro lugar nas bilheterias, dando-lhe o décimo primeiro maior final de semana de abertura no momento, nono lançamento mais amplo em termos de cinemas, e o terceiro fim de semana de abertura mais alto de 2008, atrás de Indiana Jones e o Reino da Caveira de Cristal e The Dark Knight. Ele arrecadou 35,2 milhões de dólares em seu primeiro dia, dando-lhe o décimo terceiro maior dia de abertura na época. Homem de Ferro teve a segunda melhor estreia para uma não-sequência, atrás de Homem-Aranha, e a quarta maior abertura para um filme de super-herói. Homem de Ferro também foi o filme número 1 nos EUA e no Canadá no segundo fim de semana, arrecadando 51,1 milhões de dólares, dando-lhe o décimo segundo melhor final de semana e o quinto melhor para uma não-sequência. Em 18 de junho de 2008, Homem de Ferro  se tornou o primeiro filme desse ano a passar a marca de 300 milhões de dólares para a bilheteria doméstica.

#### Brasil
No Brasil, o filme obteve uma bilheteria de 611 mil ingressos vendidos em seu fim de semana de estreia. Em 2008 o filme arrecadou um total de R$23,4 milhões com 2,8 milhões de ingressos vendidos.

### Crítica
Em maio de 2008, Homem de Ferro foi identificado como o "filme mais bem avaliado do ano até agora" no agregador de críticas Rotten Tomatoes, com o site relatando que naquela época o filme tinha recebido uma aprovação de 95%, uma porcentagem que se manteve até janeiro de 2010. Rotten Tomatoes reporta atualmente uma aprovação de 94%, com uma nota média de 7.7/10, com base em 268 resenhas. O consenso do site diz: "O diretor Jon Favreau e o ator Robert Downey Jr. fazem deste inteligente e de alto impacto filme de super-herói um filme que até mesmo os não-fãs de quadrinhos podem apreciar". No Metacritic, o filme alcançou uma pontuação média de 79/100, com base em 38 resenhas, o que significa "críticas geralmente favoráveis".
Entre as principais revistas do entretenimento, Todd McCarthy da Variety chamou o filme de uma "extravagância de efeitos especiais divertidos", enquanto Kirk Honeycutt do The Hollywood Reporter elogiou o filme, embora encontrou "decepção [dentro] de uma batalha climática entre diferentes protótipos de Homem de Ferro [...] como o nêmeses de Tony aprendeu a usar o traje?" Em uma das primeiras resenhas dos principais jornais diários, Frank Lovece do Newsday elogiou a "verdade emocional do filme [...]  a escalação perfeita de ator e a super-ciência plausível" que fez isso "fiel ao material original enquanto o atualiza", acrescentando que o filme não é "apenas a alta tecnologia legal de um homem com um traje de metal, mas a condição humana que o levou lá." A. O. Scott do The New York Times chamou o filme de "uma imagem excepcionalmente boa de super-herói. Ou pelo menos – já que certamente tem seus problemas – um filme de super-herói que é bom de maneiras incomuns". Entre os sites especializados, Garth Franklin do Dark Horizons elogiou as mecânicas que "combinam suavemente com um CG relativamente transparente", e disse que o resultado do filme é "algo que, embora pouco original ou inovador, é, no entanto, refrescante em sua seriedade para evitar estilos dramáticos sombrios em favor de um simples filme de ação agradável, que agrada a multidão, com uma poeira de temas antiguerra e de redenção."
Entre os principais semanários metropolitanos, David Edelstein da New York Magazine comentou que "Favreau não entra em quadros de quadrinhos estilizados, pelo menos na primeira metade. Ele é real com isso – você pensaria que estava assistindo um thriller militar", enquanto inversamente, David Denby da The New Yorker apresentou uma crítica negativa, afirmando ter tido "uma sensação um pouco desanimada". Todd Gilchrist, da IGN, reconheceu Downey como "a melhor coisa" em um filme que "funciona no piloto automático, fornecendo desenvolvimentos de história e detalhes de personagens necessários para preencher esta 'história de origem padrão'". Notando os elementos culturais do filme, Cristobal Giraldez Catalan da Bright Lights Film Journal escreveu: "Homem de Ferro é muito mais do que a fantasia de playboy, é a política externa americana realizada sem contexto [... e] com precisão narrativa e de direção, mais uma vez fornece a misoginia de alta fidelidade e a retórica anti-muçulmana que Hollywood é conhecida".
Roger Ebert e Richard Corliss nomearam Homem de Ferro como um dos seus filmes favoritos de 2008. Ele também foi selecionado pelo American Film Institute como um dos dez melhores filmes do ano, e pela revista Empire como um dos 500 maiores filmes de todos os tempos.

### Prêmios e indicações
| Ano  | Prêmio                          | Categoria                                                           | Nomeação                                              | Resultado | Ref(s)          |
| ---- | ------------------------------- | ------------------------------------------------------------------- | ----------------------------------------------------- | --------- | --------------- |
| 2008 | MTV Movie Awards                | Melhor Filme de Verão Até Agora                                     | Homem de Ferro                                        | Venceu    | [ 128 ]         |
| 2008 | Teen Choice Awards              | Melhor Filme de Ação                                                | Homem de Ferro                                        | Indicado  | [ 129 ]         |
| 2008 | Teen Choice Awards              | Melhor Ator em Filme de Ação                                        | Robert Downey Jr.                                     | Indicado  | [ 129 ]         |
| 2008 | Teen Choice Awards              | Melhor Atriz de Filme de Ação                                       | Gwyneth Paltrow                                       | Indicado  | [ 129 ]         |
| 2008 | Teen Choice Awards              | Melhor Vilão em Filme                                               | Jeff Bridges                                          | Indicado  | [ 129 ]         |
| 2008 | Scream Awards                   | Melhor Atriz em um Filme de Ficção Científica ou Série de TV        | Gwyneth Paltrow                                       | Indicado  | [ 130 ]         |
| 2009 | People's Choice Awards          | Filme Favorito                                                      | Homem de Ferro                                        | Indicado  | [ 131 ]         |
| 2009 | People's Choice Awards          | Astro Masculino de Ação Favorito                                    | Robert Downey Jr.                                     | Indicado  | [ 131 ]         |
| 2009 | People's Choice Awards          | Astro Masculino de Filme Favorito                                   | Robert Downey Jr.                                     | Indicado  | [ 131 ]         |
| 2009 | People's Choice Awards          | Superherói Favorito                                                 | Robert Downey Jr. como Homem de Ferro                 | Indicado  | [ 131 ]         |
| 2009 | Screen Actors Guild Awards      | Melhor Elenco de Dublês num Filme                                   |                                                       | Indicado  | [ 132 ]         |
| 2009 | USC Scripter Awards             | USC Libraries 21st Annual Scripter Award                            | Mark Fergus & Hawk Ostby e Art Marcum & Matt Holloway | Indicado  | [ 133 ]         |
| 2009 | British Academy Film Awards     | Melhores Efeitos Especiais Visuais                                  | Shane Mahan, John Nelson, Ben Snow                    | Indicado  | [ 134 ]         |
| 2009 | Grammy Awards                   | Melhor Trilha Sonora para Filme, Televisão ou Outras Mídias Visuais | Ramin Djawadi                                         | Indicado  | [ 135 ]         |
| 2009 | Visual Effects Society Awards   | Melhore Efeitos Visuais                                             | Homem de Ferro                                        | Indicado  | [ 136 ]         |
| 2009 | Visual Effects Society Awards   | Melhor Efeito Visual Único do Ano                                   | Homem de Ferro                                        | Indicado  | [ 136 ]         |
| 2009 | Visual Effects Society Awards   | Melhor Personagem Animado em um Filme em Live-Action                | Homem de Ferro                                        | Indicado  | [ 136 ]         |
| 2009 | Visual Effects Society Awards   | Melhores Modelos e Miniaturas em um Filme                           | Traje                                                 | Indicado  | [ 136 ]         |
| 2009 | Visual Effects Society Awards   | Melhor Composição em um Filme                                       | Composição HUD                                        | Indicado  | [ 136 ]         |
| 2009 | Oscar                           | Melhores Efeitos Visuais                                            | John Nelson, Ben Snow, Dan Sudick e Shane Mahan       | Indicado  | [ 137 ]         |
| 2009 | Oscar                           | Melhor Edição de Som                                                | Frank Eulner e Christopher Boyes                      | Indicado  | [ 137 ]         |
| 2009 | Nickelodeon Kids' Choice Awards | Filme Favorito                                                      | Homem de Ferro                                        | Indicado  | [ 138 ]         |
| 2009 | Empire Awards                   | Melhor Filme                                                        | Homem de Ferro                                        | Indicado  | [ 139 ]         |
| 2009 | Empire Awards                   | Melhor Ator                                                         | Robert Downey Jr.                                     | Indicado  | [ 140 ]         |
| 2009 | Empire Awards                   | Melhor Filme de Fantasia ou Ficção Científica                       | Homem de Ferro                                        | Indicado  | [ 141 ]         |
| 2009 | Taurus World Stunt Awards       | Sucesso Mais Forte                                                  | Homem de Ferro                                        | Venceu    | [ 142 ]         |
| 2009 | Taurus World Stunt Awards       | Melhor Coordenador de Acrobacias e/ou Diretor de 2ª Unidade         | Thomas R. Harper, Phil Neilson, Keith Woulard         | Indicado  | [ 142 ]         |
| 2009 | Taurus World Stunt Awards       | Melhor Dublê de Fogo                                                | Mike Justus, Damien Moreno, Timothy P. Trella         | Venceu    | [ 142 ]         |
| 2009 | MTV Movie Awards                | Melhor Filme                                                        | Homem de Ferro                                        | Indicado  | [ 143 ]         |
| 2009 | MTV Movie Awards                | Melhor Ator                                                         | Robert Downey Jr.                                     | Indicado  | [ 143 ]         |
| 2009 | Saturn Awards                   | Melhor Filme de Ficção Científica                                   | Homem de Ferro                                        | Venceu    | [ 144 ] [ 145 ] |
| 2009 | Saturn Awards                   | Melhor Ator                                                         | Robert Downey Jr.                                     | Venceu    | [ 144 ] [ 145 ] |
| 2009 | Saturn Awards                   | Melhor Atriz                                                        | Gwyneth Paltrow                                       | Indicado  | [ 144 ] [ 145 ] |
| 2009 | Saturn Awards                   | Melhor Ator Coadjuvante                                             | Jeff Bridges                                          | Indicado  | [ 144 ] [ 145 ] |
| 2009 | Saturn Awards                   | Melhor Diretor                                                      | Jon Favreau                                           | Venceu    | [ 144 ] [ 145 ] |
| 2009 | Saturn Awards                   | Melhor Roteiro                                                      | Mark Fergus & Hawk Ostby e Art Marcum e Matt Holloway | Indicado  | [ 144 ] [ 145 ] |
| 2009 | Saturn Awards                   | Melhor Trilha                                                       | Ramin Djawadi                                         | Indicado  | [ 144 ] [ 145 ] |
| 2009 | Saturn Awards                   | Melhores Efeitos Visuais                                            | Homem de Ferro                                        | Indicado  | [ 144 ] [ 145 ] |
| 2009 | Hugo Awards                     | Melhor Apresentação Dramática                                       | Homem de Ferro                                        | Indicado  | [ 146 ]         |

Tony Stark também foi selecionado pela Empire como um dos 100 Maiores Personagens de Filme de Todos os Tempos, e em sua lista dos 100 maiores personagens de ficção, Fandomania.com o classificou no número 37.

## Sequências

### Homem de Ferro 2
Uma continuação escrita por Justin Theroux e lançada nos Estados Unidos em 7 de maio de 2010, teve Favreau, Downey, Paltrow e Jackson retornando. Don Cheadle substituiu Howard no papel de Rhodes, que se torna o Máquina de Combate. Também estrela Mickey Rourke como o vilão Ivan Vanko, Sam Rockwell como Justin Hammer e Scarlett Johansson como a agente da S.H.I.E.L.D., Natasha Romanoff.

### Homem de Ferro 3
Disney, Marvel Studios e Paramount Pictures lançaram uma segunda sequência em 3 de maio de 2013, com Favreau não retornando a direção, mas ainda reprisando seu papel como Happy Hogan. Downey, Paltrow e Cheadle também retornam, enquanto Shane Black assumiu a direção, com um roteiro de Drew Pearce. Guy Pearce também estrelou como o antagonista Aldrich Killian,
Rebecca Hall como Maya Hansen e Ben Kingsley como Trevor Slattery.